# Brandon Schuster
Brandon Schuster, född 23 april 1998, är en samoansk simmare.
Schuster tävlade för Samoa vid olympiska sommarspelen 2016 i Rio de Janeiro, där han blev utslagen i försöksheatet på 200 meter frisim.